# (20947) Polynice
(20947) Polynice, désignation internationale (20947) Polyneikes, est un astéroïde troyen jovien.

## Description
(20947) Polynice est un astéroïde troyen jovien, camp grec, c'est-à-dire situé au point de Lagrange L4 du système Soleil-Jupiter. Il présente une orbite caractérisée par un demi-grand axe de 5,078 UA, une excentricité de 0,023 et une inclinaison de 2,3° par rapport à l'écliptique.
Il est nommé en référence au personnage de la mythologie grecque Polynice, acteur du conflit légendaire de la guerre de Troie.

## Compléments